# Maciste contre les géants
Pour plus de détails, voir Fiche technique et Distribution.
Maciste contre les géants (titre original :  Maciste, il gladiatore più forte del mondo) est un film italien réalisé par Michele Lupo et Lionello De Felice, sorti en 1962.

## Synopsis
Au IVe siècle, le royaume de Minturno est en deuil de son roi bien-aimé. La princesse Thalima doit reprendre la succession mais elle est menacée par un groupe de seigneurs qui veut imposer une dictature féroce. Elle demande alors de l'aide à Maciste. Le valeureux gladiateur doit d'abord affronter des géants avant d'écraser les tyrans...

## Fiche technique
- Titre original italien :  Maciste, il gladiatore più forte del mondo
- Titre français :  Maciste contre les géants[1]
- Réalisation :  Michele Lupo, Lionello De Felice[1]
- Scénario :  Lionello De Felice et Ernesto Guida
- Photographie :  Guglielmo Mancori
- Montage :  Alberto Gallitti
- Musique :  Francesco De Masi
- Costumes :  Mario Giorsi
- Production :  Elio Scardamaglia
- Pays d'origine :  Italie
- Genre :  Péplum
- Durée :  92 minutes
- Dates de sortie : 
  - Italie :  13 septembre 1962
  - France :  17 juillet 1963[1]

## Distribution
- Mark Forest (VF :  Jean-Claude Michel) :  Maciste
- Scilla Gabel (VF :  Claire Guibert) :  Princesse Thalima
- Jon Chevron :  Wambo
- José Greci  (VF :  Sophie Leclair) :  Revia
- Erno Crisa (VF :  Bernard Woringer) :  Prince Oniris
- Germano Longo  (VF :   Michel Gatineau) :  Ligonio
- Dan Vadis  (VF :  Marcel Bozzuffi) :  Sidone
- Harold Bradley :  Tucos
- Vittorio Sanipoli (VF :  René Bériard) :  le chef des esclaves
- Carlo Pisacane (VF :  Paul Ville)  :  le propriétaire de la taverne
- Maurizio Conti :  Menides
- Alfio Caltabiano (VF :  Georges Aminel) :  Fisio
- Franca Polesello  (VF :   Paule Emanuele) : La fille de l'auberge
- Umberto Silvestri  (VF :  Pierre Collet) : Bruto
- Amerigo Santarelli  (VF :  Georges Aminel) : Le chef des gladiateurs
- Calisto Calisti : Sclepione
- Nino di Napoli : le petit Assin